# Matthias Geyer
Matthias Geyer (* 1962) ist ein deutscher Journalist, der von 2006 bis 2019 das Gesellschaftsressort des Nachrichtenmagazins Der Spiegel leitete.

## Laufbahn
Geyer arbeitete ab 1989 für den Spiegel, wo er zunächst im Sportressort tätig war und später als Reporter im Hauptstadtbüro. 2006 wurde er Leiter des Gesellschaftsressort, das er bis 2013 mit Cordt Schnibben, von 2013 bis 2014 mit Stefan Willeke, von 2014 bis 2016 mit Ullrich Fichtner und ab 2016 alleine leitete.
Er erhielt 2004 den Egon-Erwin-Kisch-Preis (als Ko-Autor der Reportage Schröders Spiel über die Macht-Mechanismen in der Regierung von Bundeskanzler Gerhard Schröder) und 2008 den Henri-Nannen-Preis für beste investigative Leistung – er hatte mit den ebenfalls ausgezeichneten Udo Ludwig, Lothar Gorris und Detlef Hacke in jahrelanger Arbeit nachgewiesen, dass auch das Team Telekom im Radsport verbotene Dopingmittel benutzte. Er porträtierte und interviewte unter anderem Guido Westerwelle (Der ewige Guido, Nr. 49, 2003) und Oskar Gröning (Der Buchhalter von Auschwitz, Nr. 19, 2005).
2004 erhielt er den Georg von Holtzbrinck Preis für Wirtschaftspublizistik mit Alexander Smoltczyk für Operation Dosenpfand – mit deutscher Gründlichkeit ins Chaos (Nr. 32, 2003) über die Einführung des Pfands auf Einweggetränkebehälter in Deutschland und Das Nürnberger Labor (über die Bundesanstalt für Arbeit in Nürnberg, Nr. 49, 2003). 2017 erhielt er mit Ullrich Fichtner, André Geicke und Andreas Wassermann den Deutschen Reporterpreis für eine Reportage über den Skandal um den Bau des Flughafens Berlin Brandenburg (Wie Deutschland am Bau eines Flughafens scheiterte, Nr. 34, 2017).
Zum 1. Januar 2019 sollte er zum Blattmacher ernannt werden. Seine Ernennung wurde allerdings bis zum Abschluss der Untersuchung des Fälschungsskandals um Claas Relotius ausgesetzt. Als Leiter des Gesellschaftsressorts hatte er von 2016 bis 2018 die Arbeiten von Relotius betreut. Er blieb Leiter des Gesellschaftsressorts, dessen Leitung Relotius am 1. Januar 2019 hätte übernehmen sollen. Am 20. März 2019 teilte der Spiegel-Verlag mit, dass Geyer, auch wenn er laut der Untersuchungsergebnisse keine persönliche Schuld an den Betrugsfällen trägt, auf die Position des Blattmachers verzichtet und die Leitung des Gesellschaftsressorts abgibt. Als Redakteur für besondere Aufgaben blieb er aber an die Chefredaktion angebunden. Im Abschlussbericht der Untersuchung wurde ihm vorgeworfen, er sei Hinweisen nicht nachgegangen und habe die Aufklärung verzögert. Am 23. August 2019 wurde bekannt, dass der Spiegel-Verlag Geyer gekündigt und dieser gegen die Kündigung geklagt hatte. Einen Tag vor dem ersten Verhandlungstag am 27. August 2019 einigten sie sich darauf, dass der Spiegel-Verlag die Kündigung zurückzieht und Geyer einen Aufhebungsvertrag unterschreibt.

## Werke
- Matthias Geyer, Dirk Kurbjuweit, Cordt Schnibben: Operation Rot-Grün. Geschichte eines politischen Abenteuers, DVA, München 2005, ISBN 3-421-05782-6.